# Robin White (tenista)
Robin White (10 de diciembre de 1963) es una exjugadora de tenis profesional de los Estados Unidos.
White jugó en la gira de la WTA de 1983 a 1995. Ganó dos títulos individuales, en Hershey, Pensilvania en 1985 y en Auckland en 1992, pero el punto culminante de su carrera fue su victoria con Gigi Fernández en el US Open en 1988 en Flushing Meadows . Ganó otros 11 títulos de dobles, incluidos los dobles mixtos del US Open en 1989 junto a Shelby Cannon. Fue finalista en el Open Mixed australiano en 1991 y, notablemente, llegó a la final de los dobles femeninos en 1994 con Katerina Maleeva.
El récord de singles de White incluyó victorias sobre Pam Shriver, Hana Mandlíková y Gabriela Sabatini. Sus rankings más altos fueron 15 para individuales y 8 para dobles. Actualmente es entrenadora nacional de tenis femenino a tiempo completo para la USTA.

## Final del Grand Slam

### Doble femenino: 2 (1 título, 1 subcampeonato)
| Resultado  | Año  | Campeonato | Superficie | Compañera        | Oponentes en la final                | Puntuación en la final |
| Ganadora   | 1988 | US Open    | Dura       | Gigi Fernández   | Patty Fendick Jill Hetherington      | 6–4, 6–1               |
| Subcampeón | 1994 | US Open    | Dura       | Katerina Maleeva | Jana Novotná Arantxa Sánchez Vicario | 6–3, 6–3               |

### Doble mixto: 2 (1 título, 1 subcampeonato)
| Resultado  | Año  | Campeonato      | Superficie | Compañero     | Oponentes en la final       | Puntuación en la final |
| Ganadora   | 1989 | US Open         | Dura       | Shelby Cannon | Meredith McGrath Rick Leach | 3–6, 6–2, 7–5          |
| Subcampeón | 1991 | Australian Open | Dura       | Scott Davis   | Jo Durie Jeremy Bates       | 2–6, 6–4, 6–4R         |